# Луначарский (Кировская область)
Луначарский — починок в Уржумском районе Кировской области в составе Буйского сельского поселения.

## География
Находится на расстоянии примерно 15 километров на запад-юго-запад от районного центра города Уржум.

## История
Известен с 1905 года, когда в нем (тогда починок Спасский) учтено было дворов 29 и жителей 200, в 1926 49 и 236, в 1950 49 и 190 соответственно. В 1989 году отмечено 174 жителя.

## Население
Постоянное население составляло 122 человек (русские 97 %) в 2002 году, 55 в 2010.